# Giovanni Battista de Rossi
Giovanni Battista (Carlo) de Rossi (23. února 1822 Řím – 20. září 1894 Castel Gandolfo) byl italský archeolog, který se zejména  proslavil objevem Kalixtových katakomb a výzkumem dalších starokřesťanských katakomb.

## Život
Narodil se v Římě, při svém bádání využíval výsledků archeologie, epigrafie a dokonalé znalosti topografie Říma, využíval také zdroje Vatikánské apoštolské knihovny, kde byl zaměstnán jako katalogizátor rukopisů. Tyto dovednosti aplikoval na raně křesťanská období a stál u zrodu nové vědní oblasti - křesťanské archeologie. Hodně cestoval, důvěrně znal muzejní sbírky a fungoval jako centrum přátelské sítě profesionálů všech evropských učenců tohoto oboru.
V roce 1849 znovu objevil ztracené Kalixtovy katakomby podél Via Appia Antica, spolu s Alexanderem Richemontem. Katakomby byly vybudovány na počátku 3. století jako hlavní křesťanský římský hřbitov, v němž bylo pohřbeno devět papežů z 3. století. Publikoval ilustrace Gregoria Marianiho.
V roce 1877 se stal zahraničním členem Královské nizozemské akademie věd a umění a v roce 1882 byl zvolen členem Americké antikvariátní společnosti.
V roce 1888 zjistil, že Codex Amiatinus, nejstarší dochovaný rukopis kompletní bible v latinské verzi Vulgata, souvisí s biblemi, o nichž se zminil Beda Ctihodný. Bylo také zjištěno, že Codex Amiatinus souvisí s fragmentem bible Greenleaf uloženém v Britské knihovně. Po tisíc let byl Codex Amiatinus považován za italský, až de Rossi zjistil, že původní nápis Ceolfrith byl nápisem anglickým.
Zemřel v Castel Gandolfo.

## Hlavní díla
- Inscriptiones christianae Urbis Romae septimo saeculo antiquiores (sv. I - II, Řím 1861-1888).
- La Roma Sotterranea Cristiana (sv. I, II, III, Řím 1864 - 1877).
- periodikum Bullettino di archeologia cristiana.
- Mosaici delle chiese di Roma anteriori al secolo XV, Řím, 1872.
- Inscriptiones Urbis Romae latinae sv. VI ediční řady Corpus Inscriptionum Latinarum (Berlin)
- Martyrologium Hieronymianum, vydané společně s Louisem Duchesnem, Brussel 1894.